# Абсолютный чемпионат России по самбо 2013
Абсолютный чемпионат России по самбо 2013 года прошёл в Хабаровске 6-10 марта. В соревнованиях приняли участие 16 спортсменов. Главный судья — судья международной категории Б. Л. Сова, главный секретарь — судья всероссийской категории Д. Е. Вышегородцев.

## Медалисты
| Весовая категория | Золото                        | Серебро                    | Бронза                                                  |
| ----------------- | ----------------------------- | -------------------------- | ------------------------------------------------------- |
| Абсолютная        | Константин Ратько Александров | Павел Сарибекян Курганинск | Виктор Стручков Брянская область Дмитрий Воронин Москва |